# Spijker V.2
Lo Spijker V.2, spesso scritto come Spyker V.2, era un biplano da addestramento sviluppato dall'azienda aeronautica olandese Spijker durante il periodo della prima guerra mondiale.

## Storia del progetto
Il V.2 fu uno dei primissimi aerei progettati e costruiti nei Paesi Bassi.
Nelle intenzioni del progettista, Henry Wijnmalen, il V.2 doveva essere un addestratore di transizione tra il lento Farman HF.20 ed i più veloci Fokker e Nieuport.

## Tecnica
L'aereo fu progettato con un design molto convenzionale per l'epoca. Si trattava di un biplano con corda alare costante, due coppie di montanti per ogni ala ed altre due coppie tra l'ala superiore e la fusoliera.
Sia l'ala superiore che quella inferiore erano dotate di alettoni.
Sopra la fusoliera, il bordo d'uscita dell'ala superiore era stato sagomato, in forma semicircolare, per migliore la visibilità verso l'alto del pilota seduto dietro, di norma l'istruttore. I due piloti sedevano in tandem, ed entrambi i cockpit erano dotati di doppi comandi.
Il motore era un rotativo Thulin, copia svedese costruita su licenza dei motori Gnome.
La cappottatura poteva essere integrale oppure aperta nel settore inferiore, coprendo il motore per un angolo di 270°.
La struttura della fusoliera era composta da longheroni in legno ed elementi a "T".
Il carrello d'atterraggio, fisso, aveva le ruote su un singolo asse fissato alla fusoliera con una struttura a "V". Nella parte terminale della fusoliera era presente un pattino d'atterraggio.

## Impiego operativo
I Paesi Bassi rimasero neutrali nel corso della prima guerra mondiale, così che il pubblico europeo apprese dell'esistenza del V.2 solo all'Eerste Luchtverkeer Tentoonstelling Amsterdam, manifestazione aerea che si svolse vicino ad Amsterdam nel 1919. Durante i voli di esibizione il V.2 dimostrò di poter eseguire un looping nonostante il piccolo motore.
Furono costruiti complessivamente 78 V.2, di questi 58 andarono alla Luchtvaartafdeeling (LVA), l'aeronautica militare, 18 alla Marine Luchtvaartdienst (MLD), l'aviazione navale, e 2 alla Koninklijk Nederlands Indisch Leger (KNI), la forza militare stanziata nelle Indie Orientali Olandesi. In seguito 9 V.2 della LVA furono trasferiti nella MLD.
Fu riscontrato un significativo numero di incidenti mortali sia nella LVA che nella MLD. Nel 1924 la MLD sostituì i suoi V.2 coi Fokker S.III. Nel 1926 38 V.2 furono donati ad un istituto tecnico di Amsterdam, mentre i rimanenti furono ritirati dal servizio. Nonostante ciò, nel 1930 erano ancora presenti negli elenchi dell'aeronautica.

## Utilizzatori
Paesi Bassi
- Luchtvaartafdeeling
- Marine Luchtvaartdienst
- Koninklijk Nederlands Indisch Leger